# Talking Book
Talking Book — 15-й альбом американского певца и музыканта Стиви Уандера.
В 1999 году альбом (вышедший в 1972 году на лейбле Tamla) был принят в Зал славы премии «Грэмми».

## Список композиций
Все песни, для которых не указано иное, написаны (слова и музыка) и аранжированы Стиви Уандером.
| №                   | Название                                             | Автор(ы)                   | Длительность |
| ------------------- | ---------------------------------------------------- | -------------------------- | ------------ |
| 1.                  | «You Are the Sunshine of My Life»                    |                            | 2:58         |
| 2.                  | «Maybe Your Baby»                                    |                            | 6:51         |
| 3.                  | «You and I (We Can Conquer the World)»               |                            | 4:38         |
| 4.                  | «Tuesday Heartbreak»                                 |                            | 3:02         |
| 5.                  | «You’ve Got It Bad Girl»                             | Стиви Уандер, Ивонн Райт   | 4:59         |
| 6.                  | «Superstition»                                       |                            | 4:26         |
| 7.                  | «Big Brother»                                        |                            | 3:34         |
| 8.                  | «Blame It on the Sun»                                | Стиви Уандер, Сайрита Райт | 3:26         |
| 9.                  | «Lookin’ for Another Pure Love»                      | Стиви Уандер, Сайрита Райт | 4:43         |
| 10.                 | «I Believe (When I Fall in Love It Will Be Forever)» | Стиви Уандер, Ивонн Райт   | 4:53         |
| Общая длительность: | Общая длительность:                                  | Общая длительность:        | 43:26        |

## Положение в хит-парадах
Недельные чарты
| Год       | Хит-парад                        | Высшая позиция | Пребывание в чарте |
| --------- | -------------------------------- | -------------- | ------------------ |
| 1972—1973 | Великобритания (UK Albums Chart) | 16             | 48 недель          |
| 1972—1973 | Италия (Musica e dischi)         | 16             | 7 недель           |
| 1972—1973 | Канада (RPM 100 Albums)          | 12             | 33 недели          |
| 1972—1973 | Норвегия (VG-lista)              | 24             | 1 неделя           |
| 1972—1973 | США (Billboard Soul LP’s)        | 1              | 40 недель          |
| 1972—1973 | США (Billboard Top LP’s & Tape)  | 3              | 109 недель         |
| 1972—1973 | Франция (SNEP)                   | 9              | 12 недель          |
| 1972—1973 | Япония (Oricon)                  | 44             | нет данных         |

Итоговые чарты за год
| Хит-парад (1973)                   | Высшая поз. |
| ---------------------------------- | ----------- |
| Италия (FIMI)                      | 54          |
| США (Billboard Top Soul Albums)    | 3           |
| США (Billboard Top Popular Albums) | 3           |
| Франция (IFOP)                     | 61          |
| Хит-парад (1974)                   | Позиция     |
| США (Billboard Top Popular Albums) | 27          |

### Сертификации
| Регион                | Сертификация | Продажи  |
| --------------------- | ------------ | -------- |
| Великобритания (BPI)  | Золотой      | 100 000^ |
| Канада (Music Canada) | Золотой      | 50 000^  |